# Tommy (film)
Tommy este un film muzical din 1975 bazat pe opera rock din 1969 a trupei The Who, Tommy. A fost regizat de Ken Russell iar în distribuție se găsesc chiar și membrii formației The Who. Ann-Margret a primit un Glob de Aur pentru prestația sa, fiind nominalizată și la Premiul Oscar pentru cea mai bună actriță. Pete Townshend a fost și el nominalizat la Oscar pentru adaptarea muzicală.
Filmul a fost prezentat la ediția din 1975 a Festivalului de la Cannes dar nu a intrat în principala competiție.
Micul Tommy e martorul unei întâmplări care-l marchează în asemenea măsură, încât rămâne mut, surd și retardat. După o copilărie chinuită, în ciuda deficiențelor sale, el ajunge campion la pinball. Urmează vindecarea miraculoasă și transformarea lui într-un personaj de cult.

## Distribuție
- Oliver Reed..... Frank Hobbs
- Ann-Margret..... Nora Walker-Hobbs
- Roger Daltrey..... Tommy Walker
- Tina Turner..... The Acid Queen
- Eric Clapton..... Predicatorul
- Keith Moon..... unchiul Ernie/el însuși
- Paul Nicholas..... vărul Kevin
- Jack Nicholson..... specialistul
- Robert Powell..... Căpitanul Walker
- Pete Townshend..... el însuși
- John Entwistle..... el însuși
- Arthur Brown..... preotul
- Elton John..... campionul
- Victoria Russell..... Sally Simpson
- Ben Aris..... Reverendul Arthur Simpson
- Mary Holland..... D-na Simpson
- Gary Rich..... muzicianul rock
- Dick Allan..... președintele Black Angels
- Barry Winch..... tânărul Tommy

## Premii și nominalizări

### Premiul Oscar
- Premiul Oscar pentru cea mai bună actriță - Ann-Margret (nominalizat)
- Premiul Oscar pentru cea mai bună coloană sonoră - Pete Townshend (nominalizat)

### Premiul Globul de Aur
- Premiul Globul de Aur pentru cea mai bună actriță (muzical/comedie) - Ann-Margret (câștigat)
- Premiul Globul de Aur pentru cel mai bun debut masculin - Roger Daltrey (nominalizat)
- Premiul Globul de Aur pentru cel mai bun film (muzical/comedie) (nominalizat)